# Labinot-Fushë
Labinot-Fushë is een plaats en voormalige gemeente in de stad (bashkia) Elbasan in de gelijknamige prefectuur in Albanië. Sinds de gemeentelijke herindeling van 2015 doet Labinot-Fushë dienst als deelgemeente en is het een bestuurseenheid zonder verdere bestuurlijke bevoegdheden. De plaats telde bij de census van 2011 7058 inwoners.